# Julius Riyadi Darmaatmadja
Julius Riyadi Darmaatmadja, S.J. (Muntilan, Magelang, 20 de dezembro de 1934) é um cardeal indonésio, arcebispo-emérito de Jacarta e ordinário militar emérito para a Indonésia.

## Biografia
Era o caçula de seis filhos de Joachim Djasman Darmaatmadja e Maria Siti Supartimah. Realizou seus estudos secundários no Seminário Menor de Magelang, entre 1951 e 1957. Ingressou na Companhia de Jesus em 7 de dezembro de 1957, no St. Stanislaus Novitiate de Giri Sonta-Kiepu, Semarang, com o noviciado em Girisonta entre 1959 e 1961 e, em 8 de setembro de 1959, fez os primeiros votos. Estudou filosofia no College de Nobili em Poona, Índia (licenciado para obter um grau de mestre em filosofia), entre os anos de 1961 e 1964; também foi tutor e professor no Seminário Secundário de Mertoyudan, Magelang, nessa mesma época e no St. Ignatius College, de Kentungan, Yogyakarta (teologia), entre 1966 e 1971. Fez os últimos votos de jesuíta em Semarang, em 2 de fevereiro de 1975.
Foi ordenado padre em 18 de dezembro de 1969, na igreja de Santo Antônio em Kota Baru, Yogyakarta, pelo cardeal Justinus Darmojuwono, arcebispo de Semarang. Entre 1981 e 1983, foi Provincial jesuíta da Indonésia. Foi eleito arcebispo de Semarang em 19 de fevereiro de 1983, sendo consagrado em 29 de junho de 1983, na Caterdral de Semarang, pelo cardeal Justinus Darmojuwono, arcebispo emérito de Semarang, assistido por Francis Xavier Sudartanta Hadisumarta, O. Carm., bispo de Malang, e por Leo Soekoto, S.J., arcebispo de Jacarta. A partir de 28 de abril de 1984, acumulou a função de Ordinário Militar da Indonésia. Também foi Presidente da Conferência Episcopal Indonésia, de 1988 a 1997 e de 2000 a 2006.
Foi criado cardeal-presbítero no consistório de 26 de novembro de 1994, recebendo o barrete cardinalício e o título de Sacro Cuore di Maria na ocasião. Acabou sendo transferido para a sé metropolitana de Jacarta em 11 de janeiro de 1996.
Renunciou ao governo pastoral do Ordinariato Militar da Indonésia em conformidade com o cânon 401 § 2 do Código de Direito Canônico, em 2 de janeiro de 2006, e ao governo pastoral da arquidiocese de Jacarta em 28 de junho de 2010, em conformidade com o cânon 401 § 1 do Código de Direito Canônico. Ele foi sucedido pelo arcebispo Ignatius Suharyo Hardjoatmodjo, arcebispo-coadjutor dessa mesma sé.
Atualmente, ele reside no lar de idosos jesuíta Emaus Girisonta em Semarang.

## Conclaves
- Conclave de 2005 - participou da eleição do Papa Bento XVI.
- Conclave de 2013 - por estar com problemas de saúde na ocasião, não participou da eleição do Papa Francisco.[5]